# Julius Nitschkoff
Julius Nitschkoff (født 14 april 1995 i Berlin) er en tysk skuespiller, som har medvirket i en del tyske film. Han har medvirket i sæson 8 af Badehotellet, som den tyske soldat Botho.